# Muhammad Riyandi
Muhammad Riyandi  (sinh ngày 3 tháng 1 năm 2000, ở Bogor) là một cầu thủ bóng đá người Indonesia thi đấu cho Barito Putera ở Liga 1 ở vị trí thủ môn. Mặc dù trẻ tuổi, được mô tả thi đấu ở vị trí thủ môn quét, nhờ khả năng kiểm soát và phân phối bóng tốt.

## Sự nghiệp

### Barito Putera
Riyandi gia nhập Barito Putera ở Indonesia Soccer Championship A 2016. Anh trở thành cầu thủ trẻ tuổi nhất được tuyển ở hạng đấu cao nhất Indonesia.
Anh có màn ra mắt trước Persib Bandung. Anh được Mundari Karya chọn từ đầu. Mặc dù để thủng lưới hai bàn, anh đã cản phá thành công quả phạt đền Samsul Arif.